# Post mortem (jeu de rôle)
Pour les articles homonymes, voir Post mortem.
Post mortem : Il y a un jeu après la mort est un jeu de rôles parodique français de Bertrand Bry, publié en 2003 sous licence Oriflam. Il se base sur une question simple : que deviennent les personnages de chaque jeu lorsqu'ils sont tués ?

## Univers
Lorsqu'ils meurent, les personnages de chaque jeu de rôle sont versés à une Enclave, une cité à l'image de leur monde, gouvernée par une Puissance (un mort devenu surpuissant, et souvent propriétaire d'au moins un univers). Ils doivent alors se livrer une compétition féroce pour subsister et accumuler des X-Billes.
les X-Billes sont des morceaux de spectres. Chacune renferme une part de mémoire (en gros, une compétence). Comme la seule chose qu'un spectre peut vraiment posséder, c'est lui-même, on se vend donc par petits bouts pour alimenter l'économie des morts !
Il y a bien sûr une récompense à la clé : si on gagne assez de Fragments (1/100e de X-Bille) pour faire 1 X-Bille, on peut absorber cette X-Bille et gagner en puissance. Il existe aussi des gemmes de pouvoir qui s'achètent avec les X-Billes et qui donnent des capacités impressionnantes (mais les services de la Mort les surveillent étroitement).

## Les Résurrectionnistes
Certains spectres refusent la dictature de la Mort et réclament la Vie éternelle. Sans surprise, leur chef n'est autre que.... Jésus-Christ ! Assisté de Lazare, de Trotsky et du Surfer d'Argent (sic !), il dirige la lutte depuis sa base secrète de Camp Golgotha.

## Règles
Post mortem est basé sur le jet d'un dé unique à 8 faces, 8 signifiant l'Infini comme on le sait depuis Terry Pratchett. Il a aussi la forme des pyramides (« creusez dessous, vous verrez », nous dit l'auteur). Un jet de 8 donne un Effet infini, un événement bizarre qui peut être bénéfique (gain de X-Bille, boost momentané) ou désastreux (invasion extraterrestre, cil dans l’œil), selon le personnage et l'endroit où cela se produit.
Un personnage-spectre a deux traits flottants : l’Âme et la Conscience, noté sur 7. Un gain dans l'une provoque une perte dans l'autre, et il est très facile de gagner et de perdre (en fait, cela arrive tout le temps). L’Âme représente la cohérence du défunt par rapport à sa vie, et gouverne ses Compétences — ce qu'il savait faire alors ; la Conscience, elle, traduit sa capacité à intégrer les nouvelles règles de l'Au-delà, et lui procure des prouesses, des choses qu'il n'aurait jamais cru pouvoir faire de son vivant. Des effets spéciaux se produisent si on dépasse 7 dans l'un ou l'autre trait.
On lui donne aussi, à son arrivée dans l'Au-delà, un Pouvoir d'origine contrôlé' qui dépend de son univers, un Facteur décès qui indique la façon dont il est mort, et un artefact — un objet fétiche que la confiance du mort dote d'un petit pouvoir.
Enfin, un personnage a 7 points de Kâ-Thêth et 7 points de Kâ (ses points de vie). Arrivé à 0 points de Kâ, il est dissous et se reforme dans son Eclave, en perdant 1 point de Kâ-Thêth au passage. Arrivé à 0 en Kâ-Thêth, il est définitivement annihilé.

## Gamme
Post mortem compte à ce jour un livret de base et 10 livrets de suppléments : Nécronomicon, Donjonia (enclave méd-fan), Brainwaste (enclave cyberpunk), Camp Golgotha, Asylum (enclave de l'horreur cthulhienne), Colt Town (enclave western devenue un plateau de cinéma géant), Gothgrad (enclave de l'horreur façon Monde des Ténèbres), Yomishiro (enclave de l'Orient façon Le Livre des cinq anneaux), Slipville (Super-héros), Thanatos Prime (enclave du Space Opera).
La communauté Web y ajoute souvent des Enclaves maisons.